# Проспект Левка Лук'яненка (Чернігів)
Проспект Левка Лук'яненка (до 2022 року — вулиця Рокоссовського) — проспект у місті Чернігові. Одна з найбільших вулиць Чернігова. Починається від вулиці Шевченка і йде до вулиці Героїв Чорнобиля. 

## Історія
У середині 1960-х років через активне будівництво нових підприємств у Чернігові виникла житлова криза, для вирішення якої було прийнято план забудови околиць міста (основним напрямком забудови був східний). 
Вулицю прокладено у 1967 р., чим було започатковано новий мікрорайон (Бобровицький житловий масив).  У 1968 р. почалась забудова лівої сторони вулиці, переважно 5-ти поверховими будинками. На початку 1970-х років почали забудовувати праву сторону 9-ти поверхівками. Тоді ж було збудовано будинок, у якому знаходиться ТЦ «Сіверський» (нині там також розташований супермаркет «Союз»). 
У 1982–1988 роках було зведено кілька 14-ти поверхових будинків на півночі правої сторони вулиці. У цей же час почалась забудова 5-поверхівками околиць за фасадними будинками з правого боку. Тоді ж по вулиці було прокладено тролейбусну мережу, збудовано поштове відділення, школи, дитсадки, кінотеатр «Перемога». Хоча насправді, тролейбусна мережа існувала вже на початку 70-х років.
У середині 1980-х років було засновано ринок «Нива», який знаходився у глибині житлового масиву, а до Площі героїв Сталінграду від ринку простягався пустир, оформлений як парк, де розмістили стелу містам-героям. 

Храм всіх святих Чернігівських (УПЦ МП)

Були різні плани щодо забудови цього пустиря. На ньому планували розмістити і будинок культури Чернігівського радіоприладного заводу, і парк відпочинку, й торговий центр. Але все це реалізовано не було. Натомість, у кінці 1980-х років тут сформувався стихійний ринок, що за масштабами конкурував з аналогічним на вул. Ремісничій у центрі міста. 
У середині 2000-х частину паркової зони було перетворено на організований критий ринок. Підприємство носить назву «Хіт-Ринок».
2001 року частину пустиря викупили для спорудження Храму усіх святих Чернігівських. З викупленої території розігнали унікальний стихійний ринок. Без згоди з місцевим населенням, у 2001 році почали зводити храмовий комплекс.
У 2015 р. почали руйнувати торгові ряди, що розділяли ворота до храму із вулицею. Ці торгові ряди були брудними і занехаяними, і мали назву в народі "курятник" або "труба", після їх руйнування там розбили мініпарк з лавочками.

### Історичні події
У перший тиждень 1990 року на розі вулиць Рокоссовського та Доценка сталась відома «Ковбасна революція». Одного вечора сталось зіткнення ВАЗ-2103 та облвиконкомівської «Волги». У салоні «Волги» були завідувач оргвідділу облвиконкому Валерій Заїка та водій Григорій Зінченко. Після зіткнення водій «Волги» намагався поїхати з місця ДТП, але не зміг, бо позаду заважав тролейбус. Від удару у «Волги» розкрився багажник і люди побачили в ньому копчену ковбасу, стегенця, коньяк та інші продукти, що були на той час делікатесами і дефіцитом.
Чернігівці, яким за продуктами доводилось годинами стояти в чергах, обурені несправедливістю, почали громити автомобіль, потім використали його як трибуну. Виник стихійний мітинг. Потім «Волгу» потягли до будинку першого секретаря обкому. Стихійний марш протесту вщух далеко за північ лише на Красній площі, куди протестуючі притягли вже досить понівечений автомобіль.
Після нічних подій була низка мітингів, один з яких, найчисельніший (близько 10 тисяч чоловік), відбувся 7 січня біля будівлі обкому.  
Результатом мітингів стала зміна керівництва.  Було звільнено з посад ряд керівників області та міста, які втратили довіру і авторитет у жителів області. У тому числі першого секретаря Чернігівського обкому КПРС Палажченка Л.І. Вимоги мітингу, підготовлені Народним Рухом, нове керівництво виконало в незначному обсязі. Принципових змін у суспільно-політичному житті області не сталось. Але чернігівські події показали, що позиції компартійної верхівки не є непохитними. Люди зрозуміли, що разом вони можуть щось змінити.  
Після Чернігова інші міста країни провели аналогічні мітинги і протести. Одна з найвідоміших акцій це Революція на граніті. Чернігівська Ковбасна революція стала однією з тих подій, що відіграли важливу роль у становленні незалежності України. 

## Об'єкти
На проспекті Лук'яненка в Чернігові розташована значна кількість громадських будівель і приміщень державних та міських органів влади, об'єктів міської інфраструктури і комфорту, зокрема закладів освіти й культури:
- буд. № 2 — кінотеатр «Перемога» (не працює з 2012 року);
- буд. № 16-а — «Основа» (інтернет-провайдер); піцерія Марконі; Ощадбанк[2];
- буд. № 22-а — Чернігівська обласна бібліотека для дітей[3];
- буд. № 25 — Ощадбанк[2];
- буд. № 42-а — Ощадбанк[2]; Піцерія «Базис» №3[4];
- буд. № 45-б — ліцей №22[5];
- буд. № 47 — Чернігівська міська дитяча поліклініка № 2[6].